# Engerling

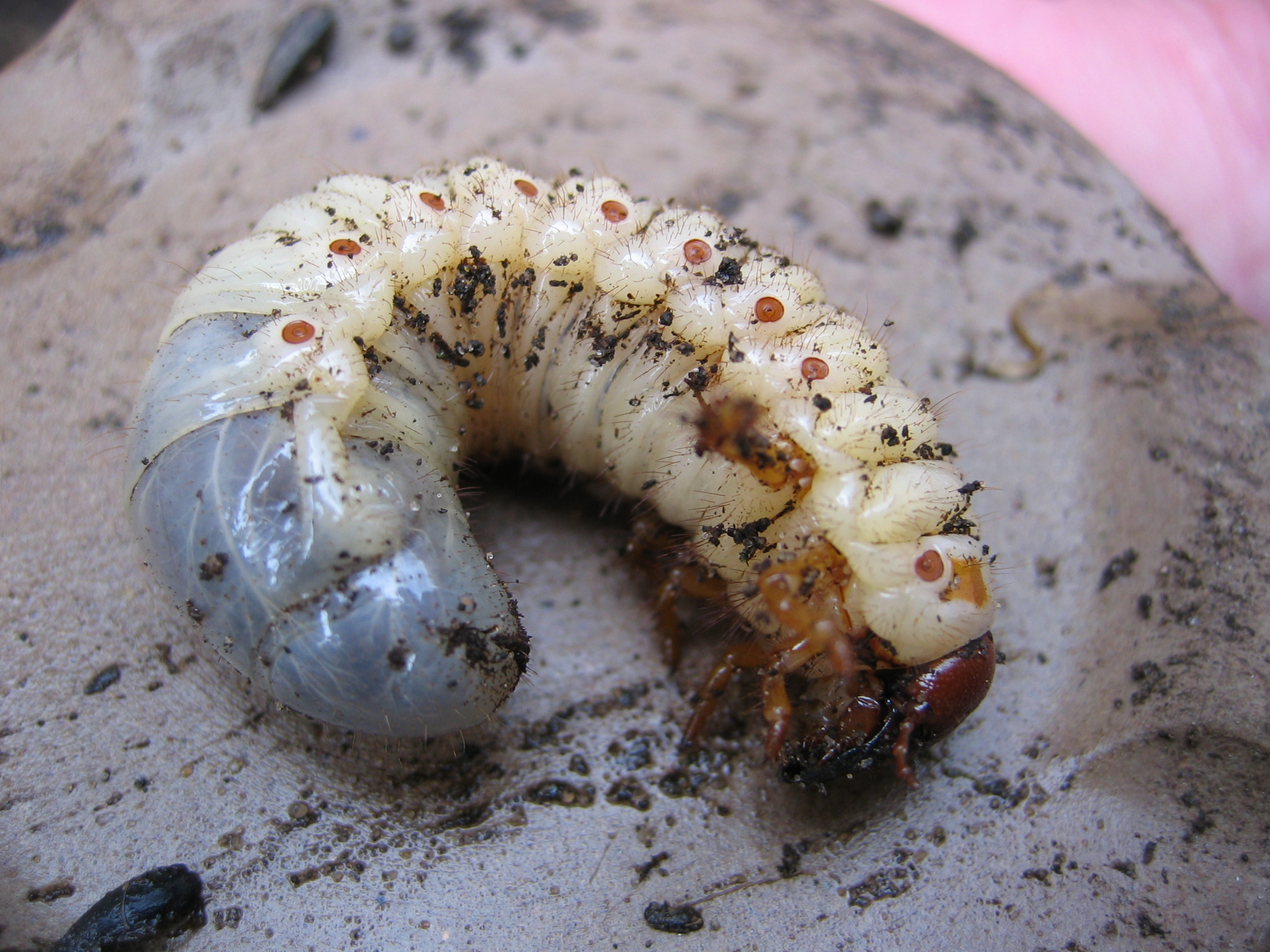
De engerling van de Oryctes nasicornis.

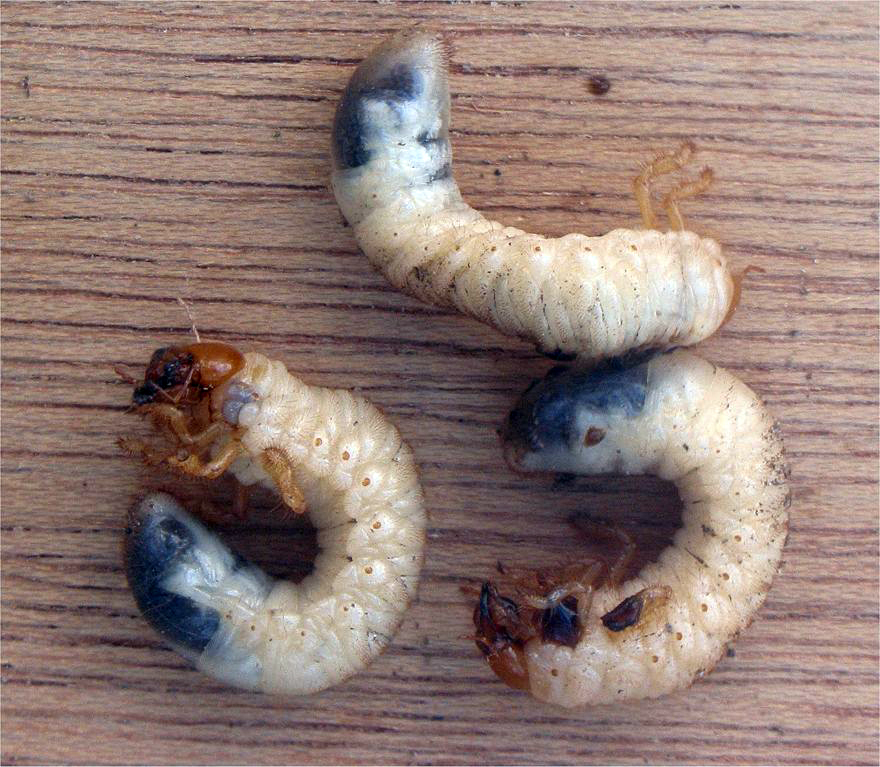
Engerlingen van de meikever

Een engerling is de larve van een kever die tot de familie bladsprietkevers behoort.
De meest bekende is de larve van de meikever, maar ook de larven van de junikever, de Johanneskever en de neushoornkever worden engerlingen genoemd, naast die van veel andere soorten.
Er zijn wel meer insecten die een larve hebben die anders genoemd wordt dan het volwassen insect, zoals de emelt, de larve van langpootmug, en de ritnaald of koperworm, de schadelijke larve van de kniptor.
De engerling heeft een karakteristiek uiterlijk; een duidelijk 'C'- vormig, gekromd, rupsachtig lichaam met een zakvormig, verdikt achterlijf. De meeste soorten hebben een harde, oranjebruine kop. De kleur van het lijf is geelwit. Aan de zijkanten zitten ademopeningen.

## Levenswijze
De larve verblijft één of meerdere jaren in de grond alvorens zich te verpoppen. De duur van het larvestadium is afhankelijk van de soort, maar kan ook beïnvloed worden door het klimaat. In Zuid-Europa heeft de meikever een ontwikkeling van twee à drie jaar, terwijl in het koudere Zweden de ontwikkeling vijf jaar kan duren. In tegenstelling tot de larven van andere worteletende insecten komt de engerling nooit bovengronds. Tijdens de wintermaanden kruipen de engerlingen van de meeste soorten dieper de grond in.

## Voedsel
De engerlingen van onder meer de neushoornkever en Cetoniinae zoals de gouden tor leven van dood organisch materiaal, terwijl die van bijvoorbeeld de mei- en junikever van plantenwortels leven.
Terwijl de eerste beide op rode lijsten voorkomen en beschermd moeten worden, worden de engerlingen van de mei- en junikever in de land- en tuinbouw bestreden.

### Schade aan de grasmat door engerlingen
Engerlingen vreten de ondergrondse delen van de grasplant aan. In juli tot en met september kan de vraatschade zulke vormen aannemen dat hele delen van het gazon afsterven. Ook andere gewassen kunnen dood gaan als gevolg van de schade die aan de wortels wordt toegebracht. Zo is in de boomkwekerijsector al jaren onderzoek gaande naar effectieve bestrijding van engerlingen.
Ook dieren die het gazon omploegen op zoek naar engerlingen richten schade aan. Dit wordt secundaire schade genoemd. De schade die de engerlingen zelf aanrichten wordt directe of primaire schade genoemd.
Biologische bestrijding is mogelijk met parasitaire aaltjes. Ook kan de op engerlingen parasiterende gewone keverdoder (Tiphia femorata) bevorderd worden door het inzaaien van wilde peen. De gewone keverdoder komt veel voor op de larve van de Johanneskever. Natuurlijke vijanden van engerlingen worden gedood door de nieuwe generatie insecticiden, de zogenaamde neonicotinoïden, terwijl de invloed hiervan op engerlingen minder groot is.

## Soorten
Zeer veel kevers hebben larvestadia die sterk op engerlingen lijken en die door de leek moeilijk kunnen worden gedetermineerd. Van veel kevers is de larve niet wetenschappelijk beschreven of er zijn er geen determinatietabellen voor. Opkweken en de volwassen vorm determineren, kan dan een hulpmiddel zijn.
De larvevorm van bladsprietkevers wordt ook engerling genoemd. Voorbeelden van bladsprietkevers zijn de neushoornkever, de meikever, de junikever, de Johanneskever, de sallandkever, de roestbruine bladsprietkever en de mestkevers.
De kleinste engerlingen zijn in volgroeide toestand slechts enkele millimeters lang. Die van het vliegend hert is het grootst. Elders in de wereld (tropen) komen veel grotere soorten voor, zoals de goliathkever.
De diverse engerlingen zijn vooral van elkaar te onderscheiden door de beharing aan de onderzijde van het laatste achterlijfssegment.

## Vijanden
Natuurlijke vijanden van de engerling zijn vogels, zoals mezen, kraaien en spreeuwen. Van buizerds is waargenomen dat ze engerlingen uit de grasmat vreten. Zoogdieren die engerlingen eten zijn wilde zwijnen, dassen, vossen en egels. Als natuurlijke vijanden kunnen ook nog een aantal schimmelziekten worden genoemd.

## Afbeeldingen

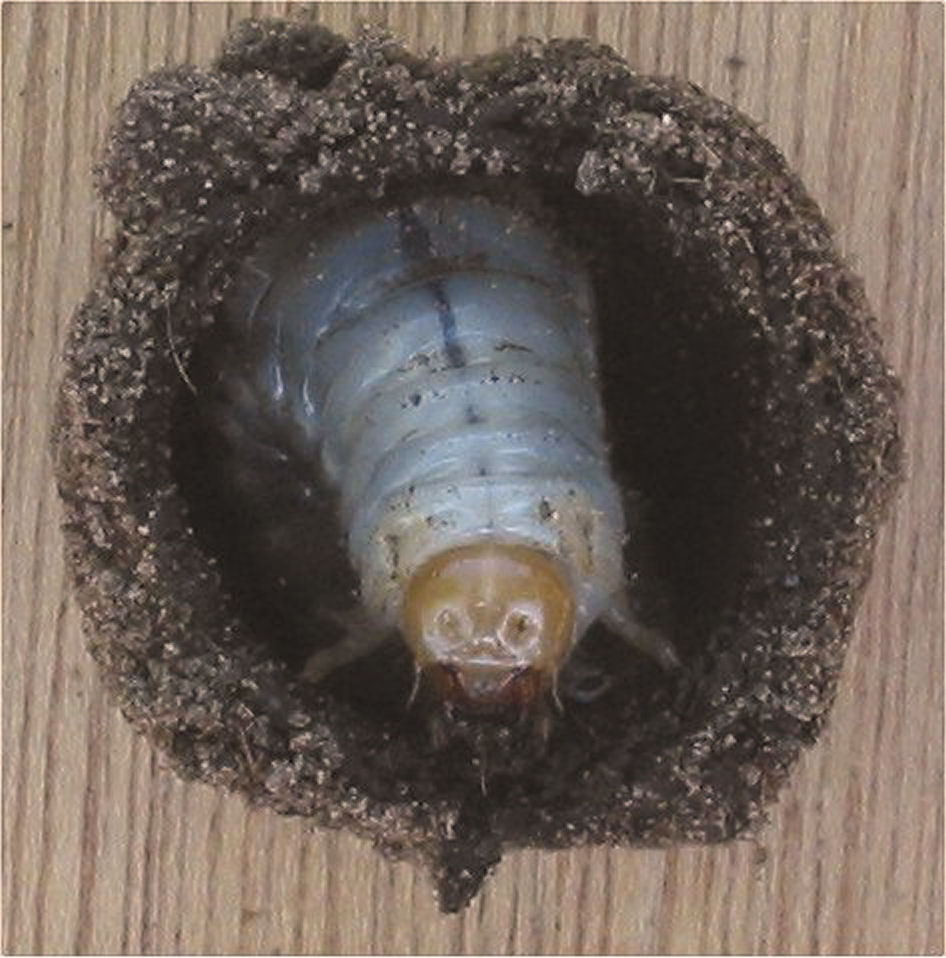
Meikever-engerling in de cocon.
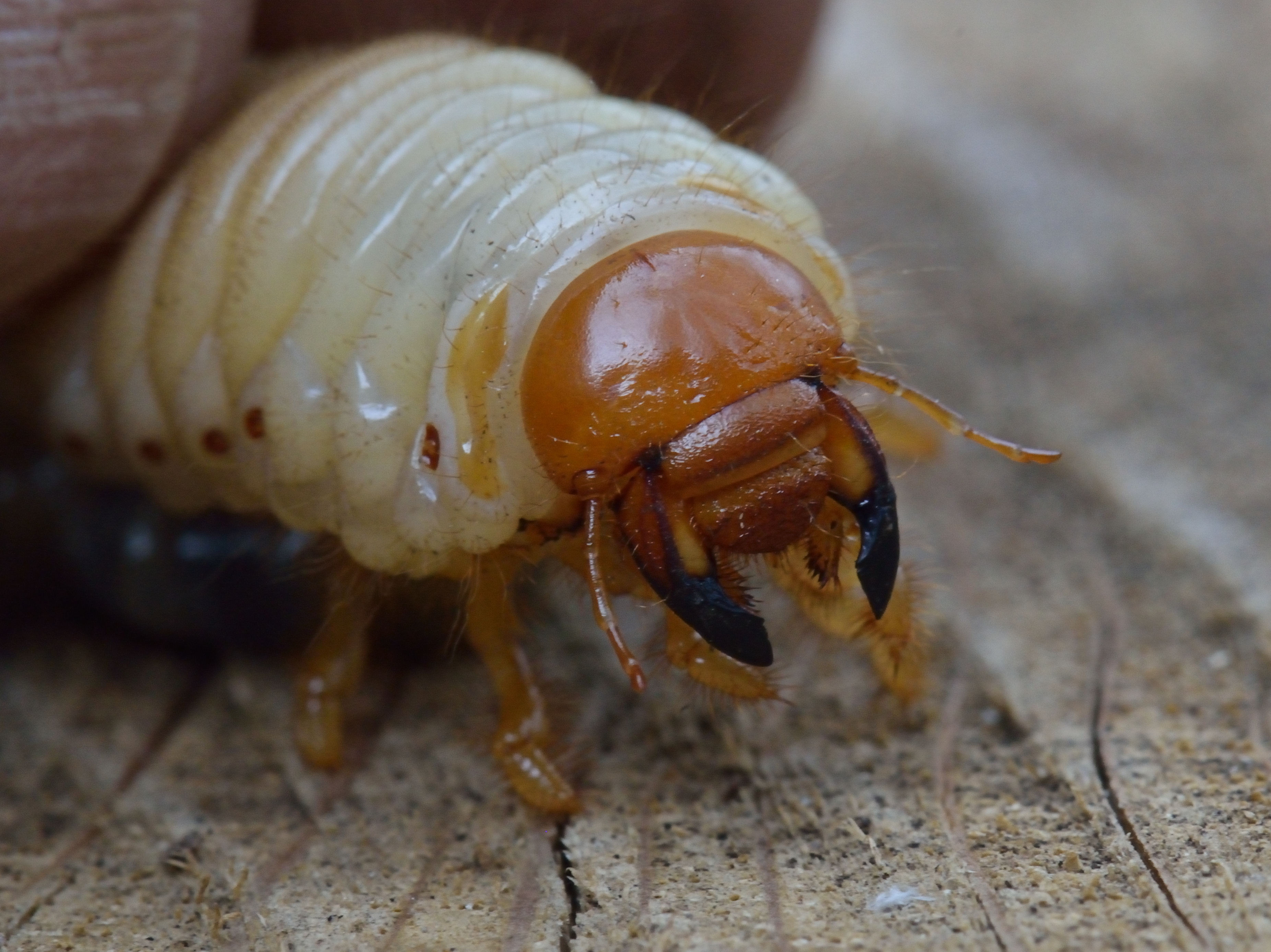
Kop meikever-engerling
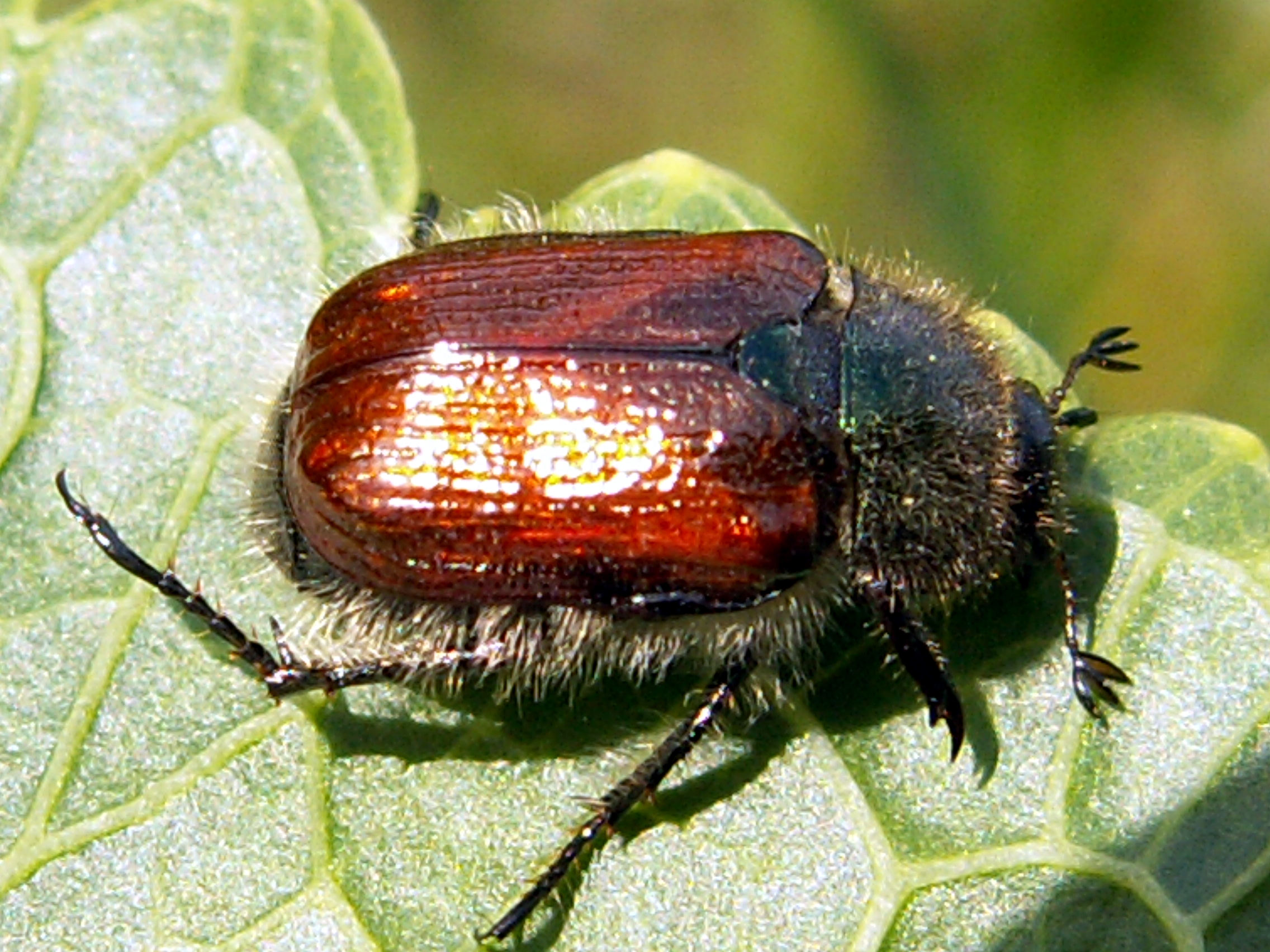
Johanneskever
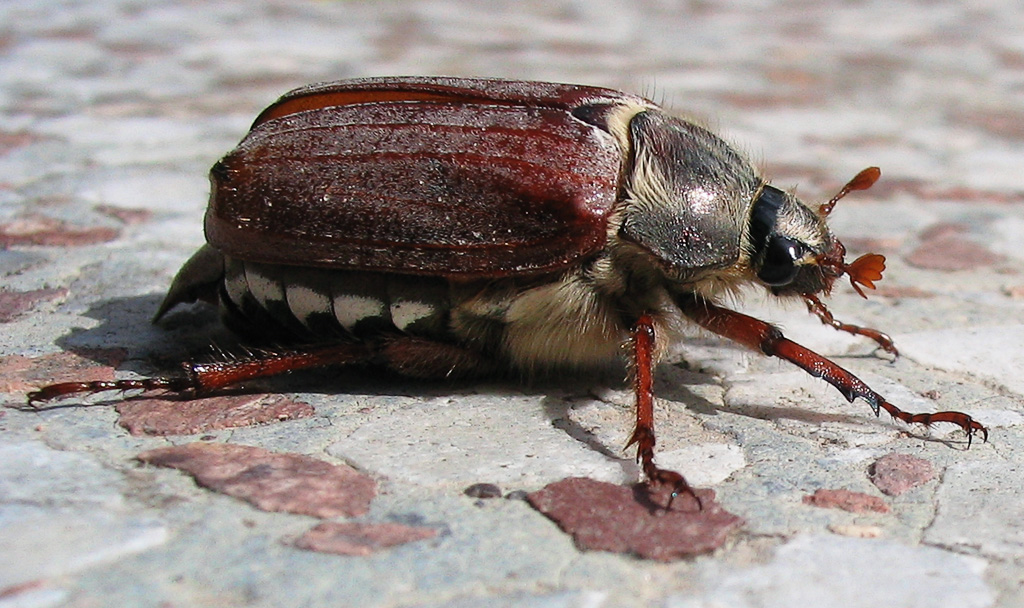
Meikever
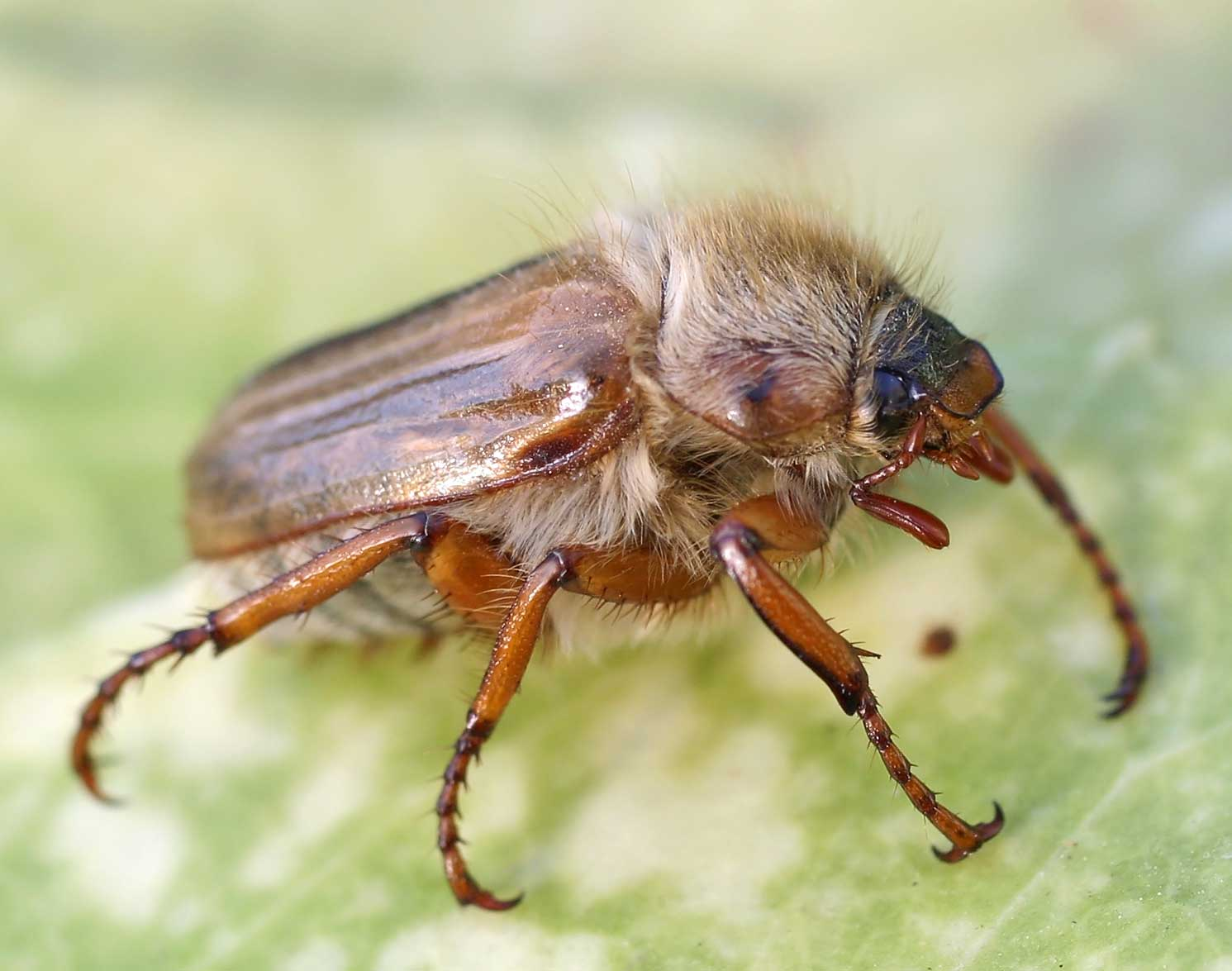
Junikever
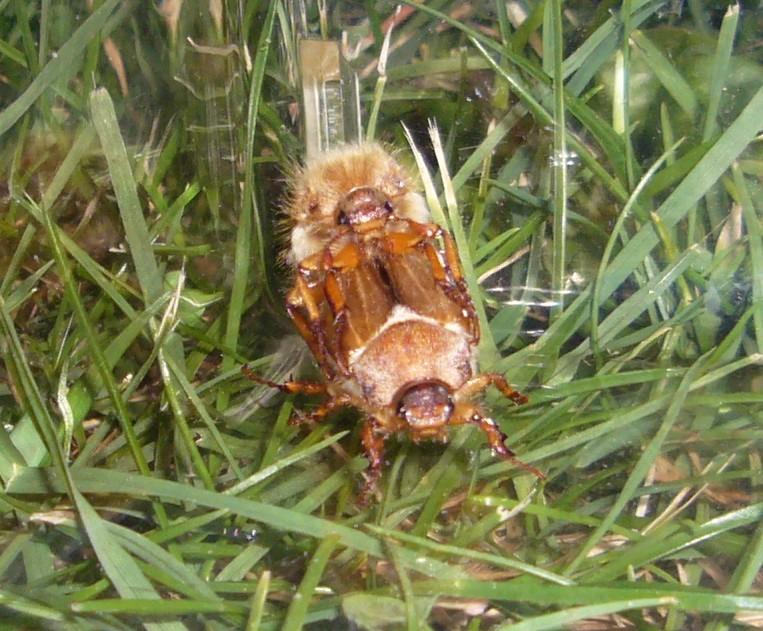
Parende junikevers
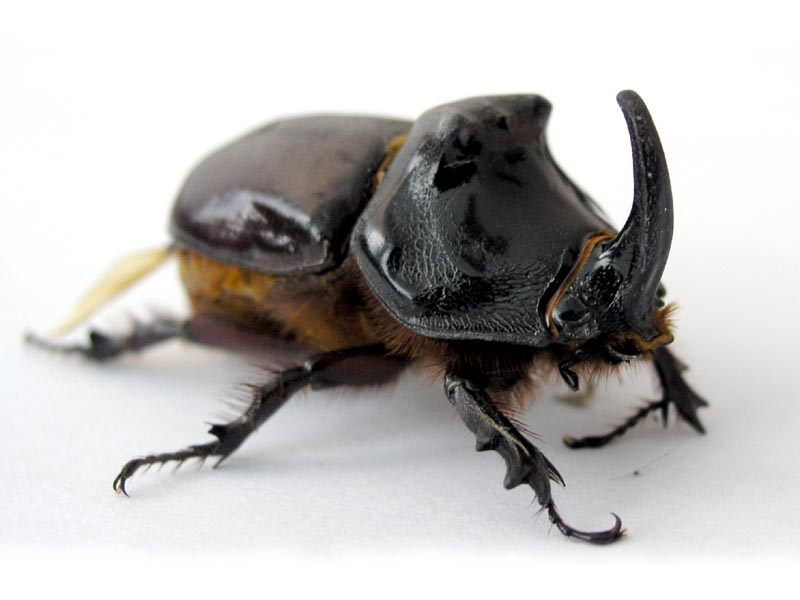
Neushoornkever